# バカヂカラ
バカヂカラは、2009年4月から2011年3月まで月曜深夜にTOKYO MXで放送されたバラエティ番組である。ソニー・ミュージックエンタテインメントが、2009年4月からTOKYO MXとtvkで開始したプロジェクト「E!TV」の一番組である。

## 概要
プロダクション人力舎に所属するお笑い芸人らを中心に、コント、ネタ、ゲームコーナーなどを展開する。人力舎が中心だが、ソニー・ミュージックアーティスツ内のお笑い事務所SMA NEET Project所属芸人もネタコーナーのみに出演した。
2010年1月11日放送分 (TOKYO MX・tvk) から刷新した。コント以外のコーナーはメイキングシーンや特別企画を除いて廃止され、マンションの一室・オフィス・コンビニなどを舞台に定点カメラで撮影したシチュエーションコントで構成される。
2010年12月6日から2011年2月21日までは、人力舎所属以外のお笑い芸人や女優をゲストに招いたコントとトークも放送した。地上デジタルテレビ放送も標準画質であった。

## 主な出演メンバー

### プロダクション人力舎
- オアシズ（光浦靖子、大久保佳代子）
- アンジャッシュ（児嶋一哉、渡部建）
- アンタッチャブル（山崎弘也、柴田英嗣） ※柴田は2010年1月頃まで
- 北陽（虻川美穂子、伊藤さおり）
- ドランクドラゴン（鈴木拓、塚地武雅）
- おぎやはぎ（小木博明、矢作兼）
- 東京03（豊本明長、飯塚悟志、角田晃広）
- ラバーガール（飛永翼、大水洋介）
- エレファントジョン（加藤憲、森枝天平）
- 鬼ヶ島（野田祐介、大川原篤史、和田貴志）
- キングオブコメディ（今野浩喜、高橋健一）
- 三福星（池田哲哉、平井邦明、花輪淳一 …解散後、いけだてつや／ヒラヰトハナワ）
- ニッケルバック（渡辺照幸、早出明弘）
- 男子（本田英之、本田彩乃）
- S×L（加藤翔平、酒井啓太）（ネタのみ）
- ゆってぃ（ネタのみ）

### SMA NEET Project
- 響（長友光弘、小林優介）
- アルコ&ピース（平子祐希、酒井健太）
- オテンキ（GO、のり、江波戸邦昌）
- バイきんぐ（小峠英二、西村瑞樹）

### その他
- 島田ゆかり - コントレギュラー
- 篠原真衣 - コントレギュラー
- 日村勇紀（バナナマン） - 単発ゲスト
- たくや（ザ・たっち） - 単発ゲスト

## 主なコント／コーナー
2010年1月以降のコントのタイトルは、原則として架空のマンション・アパート・学校・オフィス・店舗等の名前がつけられている。基本的に単発作品だが、シリーズ化されたコントもある（以下、名称は正式なものではない）。
- フレディ・マーキュリーシリーズ - ドアのノックなど規則的な音が次第に『ウィ・ウィル・ロック・ユー』のリズムになり、フレディ・マーキュリーに扮した山崎が乱入し歌を口パクする。
- 笛シリーズ - 放課後の教室で小木や今野らが好きな女子のリコーダーを舐めようとして鉢合わせる。
- 山崎のエロコント - 山崎が女友達（篠原）の自宅に上がり込み、何らかの理由をつけて服を脱ぎ出す。
- 小木のエロコント - 部屋でオナニーをしようとして何らかのハプニングが起こり未遂に終わったり、女性ものの下着を着用するなど変態行為が主。
- ニコニコストア - 内容に一貫性はないが、コンビニを舞台にしたコントの店舗名は「ニコニコストア」でほぼ統一されている。
- 面接シリーズ - 大久保がSM女王などの面接に行くが、面接官（角田）に容姿を理由に門前払いにされる。

### 2010年1月4日以前
- 例え話マスター
- 人力坂 - 全力坂のパロディ。全力坂は坂を上るが人力坂は坂を下りながら愚痴を言う。
- 愚男ヌーボ - グータンヌーボのパロディ。男三人がカフェで会話をするが、会話がどんどん下世話になっていく。
- マイケル・オーギー
- 妄想深読みOL日記
- 買わない2人
- ろくなもんじゃねぇ体操 - 東京03の3人が体操するもので、角田は長渕剛風の扮装をしている。
- 若頭適性検査 - 不躾な仕掛け人を投入して、その仕掛け人をターゲットが怒れるかを検証するコーナー。
- あなたの知らない妖怪の世界
- 西警部 - 塚地扮する元お笑い芸人の西警部が事件の関係者などにネタふりをする内容。
- 素晴らしき達人の世界
- 常にチャレンジし続ける男 - 柴田が後輩芸人の無茶振りに対して挑戦するコーナー。
- クレーム処理の天才 - 山崎がクレーム処理をするが、会話の論点をどんどんずらすというもの。
- ジャーマネザキヤマ - 山崎がマネージャーに扮し新人アイドルの鈴木千絵里に耳打ちをしてアイドルに下世話な発言をさせる内容。
- クイズ!携帯1ミニッツ - 矢作がプレゼンターとなり、携帯電話のメモリーの60番目の人物にクイズを出題するコーナー。答えられれば60万円が貰えるが、60秒以内に答えられないと低周波治療器をかけられる。
- バカヂカラオンステージ - 主に人力舎の若手芸人よるネタ見せコーナー、SMA NEET Project所属の芸人はこのコーナーのみ出演していた。
- エチュードキング!! - あらかじめ出された設定で即興劇を行い笑った人が服を一枚脱ぎ最終的に全裸になった人がその姿で謝罪しないといけない。

### 鈴木のコーナー
2009年12月以前は、番組の最後にドランクドラゴン鈴木の短いコーナーが毎回放送されていた。
- 東京湾釣り情報
- 鈴木拓のうろ覚えソング
- 鈴木拓の世の中これいらない - 鈴木が世の中のいらないものを提案するが、塚地に突っ込まれるコーナー。
- 鈴木拓の大人は何でも知っている - 鈴木が子供の疑問に答えるコーナー。
- 鈴木拓の世界ギャグパクリまくり - 外国人を呼んでその国で流行っているギャグを披露し、鈴木が気に入ったギャグに関してはパクってしまおうというコーナー。
- 鈴木拓のそろそろ転職しようかな - お笑いの仕事がいつ無くなるか分からず、さまざまな企業（喫茶店、探偵事務所など）の面接を受けるコーナー。

## スタッフ
- 構成：内村宏幸、中野俊成、オークラ、森ハヤシ、たかはC、吉野誠、あないかずひさ
- カメラ：五十嵐陽
- 音声：渡邊拓
- 美術制作：柴田慎一郎
- 美術進行：今井隆之
- CG：石志哲郎
- 音効：福永真弓
- メイク：中本沙織
- 編集：小森佑輔
- MA：熊井明子
- 協力：スウィッシュ・ジャパン、麻布プラザ、フジアール、アートメイク・トキ、ZACK
- アシスタントプロデューサ：相沢直、坂本加恵
- ディレクター：板垣忠彦、久野和洋、鷹中亮介
- 演出：長尾真
- プロデューサー：平出聡（ケイマックス）、杉山剛、佐野弘明
- 制作協力：プロダクション人力舎、K-max
- 製作著作：Sony Music

## DVD
- バカヂカラ Vol.1（2009年11月4日発売）
- バカヂカラ Vol.2（2009年11月4日発売）
- アンジャッシュ、アンタッチャブル、おぎやはぎ、東京03、ドランクドラゴン & the others in バカヂカラ No.1（2010年9月1日発売）
- アンジャッシュ、アンタッチャブル、おぎやはぎ、東京03、ドランクドラゴン & the others in バカヂカラ No.2（2010年9月1日発売）

以上、著作権表示：「バカヂカラ」パートナーズ, Aniplex Inc. / 発売・販売元：アニプレックス

## 放送局
| 放送対象地域 | 放送局               | 系列           | 放送日時                 | 備考                                                                            |
| ------------ | -------------------- | -------------- | ------------------------ | ------------------------------------------------------------------------------- |
| 東京都       | TOKYO MX             | 独立UHF局      | 月曜 23時30分 - 24時00分 |                                                                                 |
| 神奈川県     | tvk                  | 独立UHF局      | 月曜 23時30分 - 24時00分 | MXと同時ネット 2010年3月29日放送終了                                            |
| 大阪府       | テレビ大阪（TVO）    | テレビ東京系列 | 月曜 25時10分 - 25時40分 |                                                                                 |
| 福岡県       | TVQ九州放送（TVQ）   | テレビ東京系列 | 土曜 26時10分 - 26時40分 |                                                                                 |
| 静岡県       | 静岡第一テレビ（SDT) | 日本テレビ系列 | 火曜 25時29分 - 25時59分 |                                                                                 |
| 山形県       | 山形放送（YBC)       | 日本テレビ系列 | 木曜 25時13分 - 25時43分 |                                                                                 |
| 愛媛県       | 南海放送（RNB)       | 日本テレビ系列 | 木曜 24時54分 - 25時29分 |                                                                                 |
| 北海道       | 北海道テレビ（HTB）  | テレビ朝日系列 | 金曜 26時05分 - 26時35分 | 2010年4月8日、第1回より放送開始。 約2年2ヶ月遅れ。 2013年9月6日放送終了         |
| 宮城県       | 東日本放送（KHB)     | テレビ朝日系列 | 日曜 25時10分 - 25時40分 | 2011年8月7日放送開始。 改編期などでの穴埋め放送実績あり。 2013年6月16日放送終了 |
| 東海広域圏   | メ〜テレ（NBN)       | テレビ朝日系列 | 金曜 25時29分 - 25時59分 |                                                                                 |
| 岩手県       | IBC岩手放送（IBC)    | TBS系列        | 火曜 24時50分 - 25時20分 |                                                                                 |
| 熊本県       | 熊本放送（RKK)       | TBS系列        | 月曜 26時03分 - 26時33分 | 約2年1ヶ月遅れ、2013年5月20日放送終了                                           |
| 長野県       | 信越放送（SBC)       | TBS系列        | 土曜 25時45分 - 26時15分 | 2011年11月5日放送終了                                                           |

- テレビユー福島、北陸朝日放送、山陽放送では改編期などでの穴埋め放送実績あり。